# Roar Strand
Roar Strand (Trondheim, 2 de fevereiro de 1970) é um futebolista norueguês, que atua como meio-campista. Alcançou grande sucesso com a camisa do Rosenborg, clube que defendeu durante quase toda a sua carreira.

## Carreira
Sua carreira, iniciada nas categorias de base do Nardo, pequeno clube de sua cidade natal, é diretamente ligada ao Rosenborg, onde começou a jogar em 1989, aos 19 anos. Em 1993, é emprestado ao Molde, onde jogou com mais regularidade, até retornar ao Rosenborg em 1994 e permanecer até o final de sua carreira, aos 40 anos.
Porém, voltou aos gramados em 2013 para defender o Mosvik, e desde 2016 atua pelo Melhus, clube da terceira divisão norueguesa.

## Seleção
A primeira convocação de Strand para a Seleção Norueguesa foi em 1994, para a disputa da Copa daquele ano. Seu debut foi contra a vizinha Suécia, que venceu por 2 a 0 em preparação para o torneio.
Strand não participou de nenhuma partida dos noruegueses, que deixaram a Copa na primeira fase, mesmo empatados em pontos com México, Irlanda e Itália, por ter feito apenas um gol a menos que a Azzurra.
Atuaria também na Copa de 1998, onde os nórdicos surpreenderam, ficando em segundo lugar, atrás do Brasil. Ele disputou 2 jogos (contra Brasil e Itália), sendo que os noruegueses fizeram jogo duro contra esta última, mas os italianos fizeram valer seu favoritismo e bateram a Noruega. O meia defenderia também as cores de sua seleção na Euro 2000, jogando também duas partidas, mas a Noruega, com um time fraco, não alcançou classificação. O mesmo aconteceu nas Eliminatórias para a Copa de 2002, onde os noruegueses tinham esperanças de conquistarem um resultado melhor que em 1998. No entanto, os nórdicos ficaram em quarto lugar no Grupo G, atrás da inexpressiva Bielorrússia, e Strand perderia a chance de disputar sua terceira Copa seguida.
Apesar do clamor popular para que continuasse jogando por seu país, o meio-campista se despediu da Seleção em 2003 (foram 42 partidas disputadas e quatro gols) para se dedicar exclusivamente ao Rosenborg.

## Recordes de Strand
Com a camisa do Rosenborg, Strand alcançou alguns recordes:
- Jogou 439 partidas com a camisa do Rosenborg pelo Campeonato Norueguês, com 88 gols - é o terceiro jogador que mais atuou na competição (à sua frente, estão Daniel Berg Hestad, com 473 jogos, e Morten Berre, que entrou em campo 452 vezes).[3]
- Somando todas as competições que disputou, foram 642 partidas e 125 bolas nas redes adversárias.[4]
- Conquistou, no total, 21 títulos nacionais pelo Rosenborg (16 Campeonatos Noruegueses e 5 Copas da Noruega)
- Juntamente com o galês Ryan Giggs, do Manchester United, foram 21 anos de carreira marcando pelo menos um gol (em 1989, ainda em início de carreira, não fez nenhum gol). Ambos igualam o brasileiro Pelé, mas fica atrás do também brasileiro Romário, que marcou gols em 23 temporadas seguidas.[5]